# Judo na Letnich Igrzyskach Olimpijskich 1992
Wyniki zawodów w judo, które odbyły się podczas LIO 1992 w Barcelonie. Były to pierwsze niedemonstracyjne zawody kobiet na IO.

## Medaliści

### Mężczyźni
| Konkurencja | Złoto:                | Srebro:         | Brąz:              |
| ----------- | --------------------- | --------------- | ------------------ |
| 60 kg       | Nazim Hüseynov        | Yoon Hyun       | Tadanori Koshino   |
| 60 kg       | Nazim Hüseynov        | Yoon Hyun       | Richard Trautmann  |
| 65 kg       | Rogério Sampaio       | József Csák     | Israel Hernández   |
| 65 kg       | Rogério Sampaio       | József Csák     | Udo Quellmalz      |
| 71 kg       | Toshihiko Koga        | Bertalan Hajtós | Chung Hoon         |
| 71 kg       | Toshihiko Koga        | Bertalan Hajtós | Oren Smadża        |
| 78 kg       | Hidehiko Yoshida      | Jason Morris    | Bertrand Damaisin  |
| 78 kg       | Hidehiko Yoshida      | Jason Morris    | Kim Byung-joo      |
| 86 kg       | Waldemar Legień       | Pascal Tayot    | Nicolas Gill       |
| 86 kg       | Waldemar Legień       | Pascal Tayot    | Hirotaka Okada     |
| 95 kg       | Antal Kovács          | Raymond Stevens | Theo Meijer        |
| 95 kg       | Antal Kovács          | Raymond Stevens | Dmitrij Siergiejew |
| +95 kg      | Dawit Chachaleiszwili | Naoya Ogawa     | Imre Csősz         |
| +95 kg      | Dawit Chachaleiszwili | Naoya Ogawa     | David Douillet     |

### Kobiety
| Konkurencja | Złoto:                  | Srebro:              | Brąz:            |
| ----------- | ----------------------- | -------------------- | ---------------- |
| 48 kg       | Cécile Nowak            | Ryoko Tamura         | Amarilis Savón   |
| 48 kg       | Cécile Nowak            | Ryoko Tamura         | Hülya Şenyurt    |
| 52 kg       | Almudena Muñoz          | Noriko Mizoguchi     | Li Zhongyun      |
| 52 kg       | Almudena Muñoz          | Noriko Mizoguchi     | Sharon Rendle    |
| 56 kg       | Miriam Blasco           | Nicola Fairbrother   | Driulis González |
| 56 kg       | Miriam Blasco           | Nicola Fairbrother   | Chiyori Tateno   |
| 61 kg       | Catherine Fleury-Vachon | Ja’el Arad           | Jelena Pietrowa  |
| 61 kg       | Catherine Fleury-Vachon | Ja’el Arad           | Zhang Di         |
| 66 kg       | Odalis Revé             | Emanuela Pierantozzi | Kate Howey       |
| 66 kg       | Odalis Revé             | Emanuela Pierantozzi | Heidi Rakels     |
| 72 kg       | Kim Mi-jung             | Yōko Tanabe          | Irene de Kok     |
| 72 kg       | Kim Mi-jung             | Yōko Tanabe          | Laetitia Meignan |
| +72 kg      | Zhuang Xiaoyan          | Estela Rodríguez     | Natalina Lupino  |
| +72 kg      | Zhuang Xiaoyan          | Estela Rodríguez     | Yōko Sakaue      |

## Tabela medalowa
| #  | Państwo           |   |   |   | Łącznie |
| -- | ----------------- | - | - | - | ------- |
| 1  | Japonia           | 2 | 4 | 4 | 10      |
| 2  | Francja           | 2 | 1 | 4 | 7       |
| 3  | WNP               | 2 | 0 | 2 | 4       |
| 4  | Hiszpania         | 2 | 0 | 0 | 2       |
| 5  | Węgry             | 1 | 2 | 1 | 4       |
| 6  | Kuba              | 1 | 1 | 3 | 5       |
| 7  | Korea Południowa  | 1 | 1 | 2 | 4       |
| 8  | Chiny             | 1 | 0 | 2 | 3       |
| 9  | Brazylia          | 1 | 0 | 0 | 1       |
| 9  | Polska            | 1 | 0 | 0 | 1       |
| 11 | Wielka Brytania   | 0 | 2 | 2 | 4       |
| 12 | Izrael            | 0 | 1 | 1 | 2       |
| 13 | Włochy            | 0 | 1 | 0 | 1       |
| 13 | Stany Zjednoczone | 0 | 1 | 0 | 1       |
| 15 | Niemcy            | 0 | 0 | 2 | 2       |
| 15 | Holandia          | 0 | 0 | 2 | 2       |
| 17 | Belgia            | 0 | 0 | 1 | 1       |
| 17 | Kanada            | 0 | 0 | 1 | 1       |
| 17 | Turcja            | 0 | 0 | 1 | 1       |